# Lijst van dansstijlen
Dit is een lijst van dansstijlen.

## A
- Academisch ballet
- Academische dans
- Acrobatische rock-'n-roll
- Aerobics
- American rhythm
- American smooth
- Argentijnse tango

## B
- Bachata
- Balboa
- Balfolk
- Ballet
- Ballroom
- Ballroomtango
- Basse danse
- Batucada
- Biodanza
- Bolero
- Boogiewoogie
- Bostella
- Bourree
- Breakdance
- Buikdans

## C
- Cachucha
- Cakewalk
- Calypso
- Cancan
- Capoeira
- Chachacha
- Charleston
- Cheerleading
- Chicken
- Chunga
- Coco
- Collegiate shag
- Conga
- Congada
- Csárdás
- Cumbia
- Computerdans
- C-walk

## D
- Dancehall
- Danse caractère
- Dansexpressie
- Danza
- Discofox
- Dodendans (danse macabre)
- Dubstep

## E
- Engelse wals
- Euritmie

## F
- Fandango
- Folkbal
- Frevo
- Freestyle
- Flamenco
- Foxtrot

## G
- Gaillarde
- Gavotte
- Gigue
- Gardedans

## H
- Hakken
- Headbangen
- Hiphop
- Hora
- Hula
- Horlepiep

## I
- Ierse dans

## J
- Jazzballet
- Jive
- Jumpstyle

## K
- Karakterdans
- Kathakali
- Klassiek ballet
- Klompendans
- Krumping
- Kizomba

## L
- Lambada
- Ländler
- Latijns-Amerikaanse dans
- Limbo
- Lindyhop
- Linedance
- Locking

## M
- Macarena
- Mambo
- Mazurka
- Melbourne shuffle
- Menuet
- Merengue
- Moderne dans
- Moonwalk
- Moriskendans (Morendans)
- Moshen

## P
- Paaldansen
- Paso doble
- Pogo
- Polka
- Polonaise
- Popping

## Q
- Quadrille
- Quickstep

## R
- Ragga
- Reggaeton
- Reidans
- Repetitieve dans
- Riverdance
- Rock-'n-roll
- Rondedans
- Rueda de Casino
- Rumba

## S
- Salsa
- Saltarello
- Samba
- Sarabande
- Shag
- Showdance
- Sirtaki
- Skanken
- Slowfox
- Son
- Stijldansen
- Streetdance
- Striptease
- Swing
- Swingfox

## T
- Tango
- Tapdans
- Tecktonik
- Twirling
- Twist
- Two-Step

## U
- Urban dance

## V
- Volksdans
- Vogue
- Vogeltjesdans

## W
- Wals
- Weense wals
- Westcoastswing